# シュー＝アイブ・ウォルタース
シュー＝アイブ・ウォルタース（Shu-Aib Walters、1981年12月26日 - ）は、南アフリカ共和国の元サッカー選手。元南アフリカ代表。ポジションはゴールキーパー。

## 経歴
2010 FIFAワールドカップに臨む南アフリカ代表のメンバーに選出された。

## 代表歴

### 出場大会
- 南アフリカ代表
  - 2010 FIFAワールドカップ